# Louis Terreaux
Louis Claude Terreaux, né le 7 novembre 1921 à Chambéry (Savoie) où il est mort le 3 mars 2015, est un professeur émérite des Universités, ancien doyen de la Faculté des Lettres et historien savoyard.

## Biographie
Il naît le 7 novembre 1921 à Chambéry d'un père agent de la SNCF mais qui continue d'avoir une activité agricole.
Il entreprend des études de lettres et édite sa thèse sur Ronsard correcteur de ses œuvres. Les variantes des Odes et des deux premiers livres des Amours en 1968.
Il commence sa carrière d'enseignant à l'université de Poitiers, puis au collège Madame-de-Sévigné ainsi que le latin à l'École du Louvre. Il revient ensuite au début des années 1970 à Chambéry pour enseigner dans ce qui deviendra l'université de Savoie. Il en devient le doyen de la Faculté des Lettres et Sciences sociales.
Avec Lionello Sozzi, il fonde le Centre d'études franco-italien des Universités de Turin et de Savoie (it. : Centra di Studi Franco-Italiano), dont le premier bulletin est publié en 1978.
Il se présente en 1977 pour le mandat de maire de Saint-Jeoire-Prieuré et sera reconduit pour un second.
En 1988, il obtient le prix Béatrice de Savoie, puis celui des Neiges. Il est sacré par l'obtention de la plume d'Or 2002 de la Société des Auteurs Savoyard.
Connaisseur du patois savoyard, il est auteur de préfaces sur la patoisante Amélie Gex et d'un Dictionnaire du patois de Billième (canton de Yenne, Petit-Bugey).

## Sociétés savantes
Membre de l'Académie de Savoie depuis 1976, il en devient le vice-président en 1988, avant de présider l'ancienne institution en 2002,. Il en devient président d’honneur  en 2012. Il est par ailleurs membre de l'Académie florimontane, de l'Académie Saint-Anselme (Val d'Aoste), ainsi que membre correspondant de l'Académie des sciences de Turin.
Louis Terreaux était également membre de l'Institut de la Langue Savoyarde depuis 2005, dont il a aussi fait partie de son comité scientifique.

## Décorations
Louis Terreaux a obtenu les décorations suivantes :
- Commandeur des Palmes académiques
- Chevalier de la Légion d’honneur
- Chevalier de l’ordre du Mérite
- Chevalier de l'ordre du Mérite agricole
- Officier du Mérite de la République italienne
- Chevalier des Saints-Maurice-et-Lazare

## Publications
Voici une sélection des publications. On pourra éventuellement consulter d'autres travaux sur le site du Catalogue en ligne de Sabaudia.org
- (sous la dir.) Histoire de la littérature savoyarde, Montmélian, La Fontaine de Siloé - Académie de Savoie, coll. « Les Savoisiennes », 2011, 952 p. (ISBN 978-2-84206-473-0)
- (en collaboration) Juliette Chatel, Lucienne Guillerme, Christian Mermet et Christian Sorrel, Mélanges en hommage à Marius Hudry, Moûtiers, Académie de la Val d'Isère, 1998, 438 p. (ISBN 2-00-139101-3)
- (en collaboration) Paul Guichonnet, Sites, demeures inspirées et lieux de mémoire, Megève, Éditions Arts et Lumières, 1996
- Aspects de la littérature savoyarde, Société savoisienne d'histoire et d'archéologie, collection L'Histoire en Savoie, 1993 (ISBN 2-00-008408-7), p. 48
- Culture et pouvoir au temps de l'Humanisme et de la Renaissance, Éditions Honoré Champion, 1978, 335 p. (ISBN 978-2-86074-004-3)
- Ronsard correcteur de ses œuvres : les variantes des "Odes" et des deux premiers livres des "Amours", Genève, Droz, 1968, 751 p. (ISBN 2-600-00084-4, lire en ligne)

## Hommage
- Mélanges de poétique et d'histoire littéraire du XVIe siècle offerts à Louis Terreaux, Études réunies par J. Balsamo, Paris, Éditions Honoré Champion (1994)

## Pour aller plus loin